# Andrea Niccolai
Andrea Niccolai (Pistoia, 9 novembre 1968) è un allenatore di pallacanestro, ex cestista e dirigente sportivo italiano.
Soprannominato "Niccolair" o "Air Niccolai" per il gesto dell'aeroplanino con il quale esultava, è stato una guardia tiratrice dotata di un eccellente tiro dalla linea dei tre punti. Vive e risiede da sempre a Montecatini Terme, della cui squadra fu bandiera e capitano.
Ha un fratello, Gabriele, che ha anch'esso vestito la canotta di Montecatini per anni.

## Carriera

### Giocatore

#### Club
Prodotto del vivaio del Montecatini Sporting Club, Niccolai debuttò in quintetto base all'età di 17 anni mettendosi subito in mostra, tanto da essere chiamato in Nazionale già nella stagione 1986-1987. Nella stessa annata, il club termale vinse il campionato di Serie B e fu promosso in Serie A2 per la prima volta nella sua storia, grazie al contributo dello stesso Niccolai e dell'altro cannoniere Mario Boni, che insieme furono ribattezzati "i gemelli del canestro". Il binomio Boni-Niccolai si rese protagonista di un'ulteriore salto di categoria, conquistando una storica promozione nella massima serie il 21 maggio 1989.

Niccolai alla Virtus Roma

Al termine della stagione 1989-1990, conclusa da Montecatini con una retrocessione in Serie A2 all'ultima giornata, Niccolai venne ceduto alla Il Messaggero Roma per la cifra record di 13 miliardi di lire, in quello che fu il trasferimento più caro della storia del basket italiano. Arrivò nella capitale insieme a giocatori del calibro di Dino Radja, Ricky Mahorn, Alessandro Fantozzi, Roberto Premier e Michael Cooper. Durante il suo quadriennio romano, nonostante gli acquisti altisonanti, la sua squadra vinse solo una Coppa Korać nel 1992.
Nel 1994 si verificò uno scambio di proprietà tra Roma e Forlì, con Giorgio Corbelli che divenne il nuovo patron dei capitolini, lasciando la Libertas Forlì ad Angelo Rovati. Il cartellino di Niccolai rimase in mano a Rovati, dirigente che nella stessa estate respinse l'invito di un provino al suo giocatore da parte dei Golden State Warriors. Forlì, che quell'anno disputava la Serie A2, arrivò a disputare le finali playoff contro gli acerrimi rivali del Basket Rimini: fu proprio una tripla di Niccolai allo scadere di gara3 a sancire la promozione forlivese al Palasport Flaminio di Rimini. La sua media realizzativa al termine di quell'anno fu di 26,9 punti a partita. Niccolair restò a Forlì anche l'anno successivo, in A1.
Nell'estate 1996 si trasferì alla Benetton Treviso e vinse lo scudetto al termine della stagione, senza mai partire in quintetto base ma segnando 9,7 punti nei 21 minuti circa a sua disposizione. Nel settembre successivo, i biancoverdi trevigiani vinsero anche la supercoppa italiana contro la Virtus Bologna.
Niccolai scese poi in A2 nel 1998 per tornare a Montecatini, contribuendo a riportare la squadra toscana in Serie A1 al primo tentativo. Due anni più tardi ci fu un altro ritorno, questa volta a Roma, seguito da due parentesi a Biella e Milano, le sue ultime esperienze nel massimo campionato.
Nell'ottobre 2003 fu ingaggiato in Legadue dalla FuturVirtus del patron Claudio Sabatini, il quale aveva acquisito il Progresso Castel Maggiore per farne la continuazione storica della Virtus Bologna dopo l'esclusione delle "vu nere" dai campionati. Un anno dopo Niccolai cominciò la stagione allo Scafati Basket che lo tagliò nel successivo febbraio. Andò così a terminare la stagione a Fabriano, sempre in Legadue.
Un nuovo ritorno a Montecatini si concretizzò nel 2005, in quella che fu l'ultima parentesi della sua carriera. Durante il campionato 2006-2007 raggiunse i 10 000 punti realizzati nei campionati professionistici, piazzandosi al 6º posto nella classifica generale dietro ad Antonello Riva, Oscar Schmidt, Mario Boni, Vincenzo Esposito e Carlton Myers. Nel 2008 la formazione termale retrocesse dalla Legadue alla terza serie, Niccolai vi rimase comunque nelle vesti di giocatore fino al 21 febbraio 2010, quando all'età di oltre 41 anni annunciò ufficialmente il suo ritiro complice un problema al ginocchio.

#### Nazionale

Andrea Niccolai con la maglia della Nazionale nel 1992

Venne convocato con l'Italia under 19 ai campionati mondiali di Bormio 1987, durante il quale conquistò la medaglia di bronzo alle spalle della Jugoslavia e degli Stati Uniti.
Il 19 novembre 1986, all'età di 17 anni, giocò la prima partita con la maglia dell'Italia, contro la Cecoslovacchia vinta 83 a 67, diventando il più giovane cestista ad esordire con la maglia della Nazionale maggiore nonché il primo ad essere convocato nonostante partecipasse al campionato di Serie B. Con la maglia azzurra totalizzò complessivamente 65 presenze e segnando 496 punti.

### Dirigente e allenatore
Insieme al ritiro dall'attività agonistica, nel febbraio 2010 Niccolai annunciò il suo nuovo ruolo di direttore tecnico di Montecatini. I problemi economici del sodalizio rossoblù costrinsero tuttavia la dirigenza a non iscrivere la squadra al campionato di Serie B 2014-2015, così Niccolai ripartì dalla Pallacanestro Monsummano (sempre in Serie B) nelle vesti di vice dell'ex compagno di squadra Alessandro Fantozzi. Il 23 dicembre 2014 Fantozzi venne esonerato e fu Niccolai a prendere le redini, riuscendo a condurre la squadra alla salvezza. Nella stagione successiva Niccolai restò a Monsummano dove terminò il campionato al nono posto, sfiorando i play-off. Nel novembre 2016 subentrò a Giulio Cadeo sulla panchina della Fiorentina Basket in Serie B, rimanendovi fino alla fine della stagione 2018-2019 quando la società viola cedette il titolo sportivo a Cecina. Nel 2019-2020 allenò il Pino Dragons Firenze, altra società del capoluogo toscano, neopromossa in Serie B.
Nell'agosto 2020 passò alla Pallacanestro Biella in Serie A2 in qualità di vice di Iacopo Squarcina, mantenendo l'incarico per due stagioni fino a quando nell'estate 2022 i piemontesi rinunciarono all'iscrizione al campionato. Nel gennaio 2023 entrò nello staff tecnico della Pallacanestro Mantovana di Serie A2, dove occupò il posto di vice-allenatore lasciato vuoto dalla promozione di Nicolas Zanco a head coach. A fine stagione i lombardi vendettero tuttavia il titolo sportivo a Rieti.
Il 9 gennaio 2024 venne ufficializzato come nuovo capo allenatore dalla Janus Fabriano, formazione che aveva appena esonerato coach Federico Grandi e che in quel momento occupava l'undicesimo posto nel girone B del campionato di Serie B Nazionale..

## Record
- Punti - 46 contro Padova
- Tiri da due realizzati - 12 contro Reggio Calabria
- Tiri da due tentati - 19 contro Reggio Calabria
- Tiri da tre realizzati - 8 (4 volte)
- Tiri da tre tentati - 16 contro Padova
- Tiri liberi realizzati - 15  (2 volte)
- Tiri liberi tentati - 18 contro la Fortitudo Bologna
- Rimbalzi offensivi - 5 contro la Fortitudo Bologna
- Rimbalzi difensivi - 11 contro Cantù
- Rimbalzi totali - 11 contro Cantù
- Assist - 7 (2 volte)
- Palle recuperate - 7 contro Milano
- Schiacciate - 3 (2 volte)
- Minuti giocati - 46 contro Reggio Calabria

## Palmarès

### Club
- Coppa Korać: 1

Virtus Roma: 1991-1992
- Campionato italiano: 1

Treviso: 1996-1997
- Supercoppa italiana: 1

Treviso: 1997

### Nazionale
- Mondiali U-19

Bormio 1987:  Bronzo